# Antonivți, Iarmolînți
Antonivți (în ucraineană Антонівці) este localitatea de reședință a comunei Antonivți din raionul Iarmolînți, regiunea Hmelnîțkîi, Ucraina.

## Demografie
Componența lingvistică a localității Antonivți
     Ucraineană (97,03%)
     Rusă (2,41%)
     Alte limbi (0,38%)
Conform recensământului din 2001, majoritatea populației localității Antonivți era vorbitoare de ucraineană (97,03%), existând în minoritate și vorbitori de rusă (2,41%).